# Langrolay-sur-Rance
Langrolay-sur-Rance (tiếng Breton: Langorlae) là một xã của tỉnh Côtes-d’Armor, thuộc vùng Bretagne, tây bắc Pháp.

## Dân số
Người dân ở Langrolay-sur-Rance được gọi là Langrolaisiens.